# Ranunculus ophioglossifolius
Ranunculus ophioglossifolius Vill. – gatunek rośliny z rodziny jaskrowatych (Ranunculaceae Juss.). Występuje naturalnie w Afryce Północnej, Europie Zachodniej i Południowej, w Azji Zachodniej oraz na Kaukazie. Ponadto został naturalizowany w Australii. Epitet gatunkowy ophioglossifolius pochodzi od łacińskich słów Ophioglossum, od rodzaju nasięźrzał, oraz folius oznaczającego liście. Nazwę tę można tłumaczyć jako nasięźrzałolistny.

## Rozmieszczenie geograficzne
Rośnie naturalnie w Maroku, północnej Algierii, w Tunezji, Portugalii, Hiszpanii (łącznie z Balearami), Francji (wliczając Korsykę), Wielkiej Brytanii, na szwedzkiej wyspie Gotlandii, we Włoszech (łącznie z Sardynią i Sycylią), Słowenii, Chorwacji, Bośni i Hercegowinie, w południowej części Węgier, w Serbii, Czarnogórze, Albanii, Macedonii Północnej, Grecji (wliczając Kretę), Bułgarii, w zachodniej Rumunii, na Krymie, w Gruzji, Azerbejdżanie, w północnej i zachodniej części Turcji, w zachodniej Syrii, w Libanie, Izraelu, Iraku oraz Iranie. Ponadto został naturalizowany w Australii, w południowo-zachodniej części Wiktorii oraz w południowo-wschodniej części Australii Południowej. We Francji występuje najczęściej na zachodnim wybrzeżu, na wybrzeżu Morza Śródziemnego oraz na Korsyce. We Włoszech występuje na terenie całego kraju z wyjątkiem regionów Trydent-Górna Adyga, Lombardia, Piemont oraz Dolina Aosty, natomiast w Ligurii ten gatunek wyginął. W Izraelu jest bardzo rzadko spotykany na równinach Szaron i Filistyńskiej oraz w Dolinie Hula. Na Malcie ma status gatunku autochtonicznego, jednak obecnie uważa się, że wyginął w tym państwie.

## Morfologia

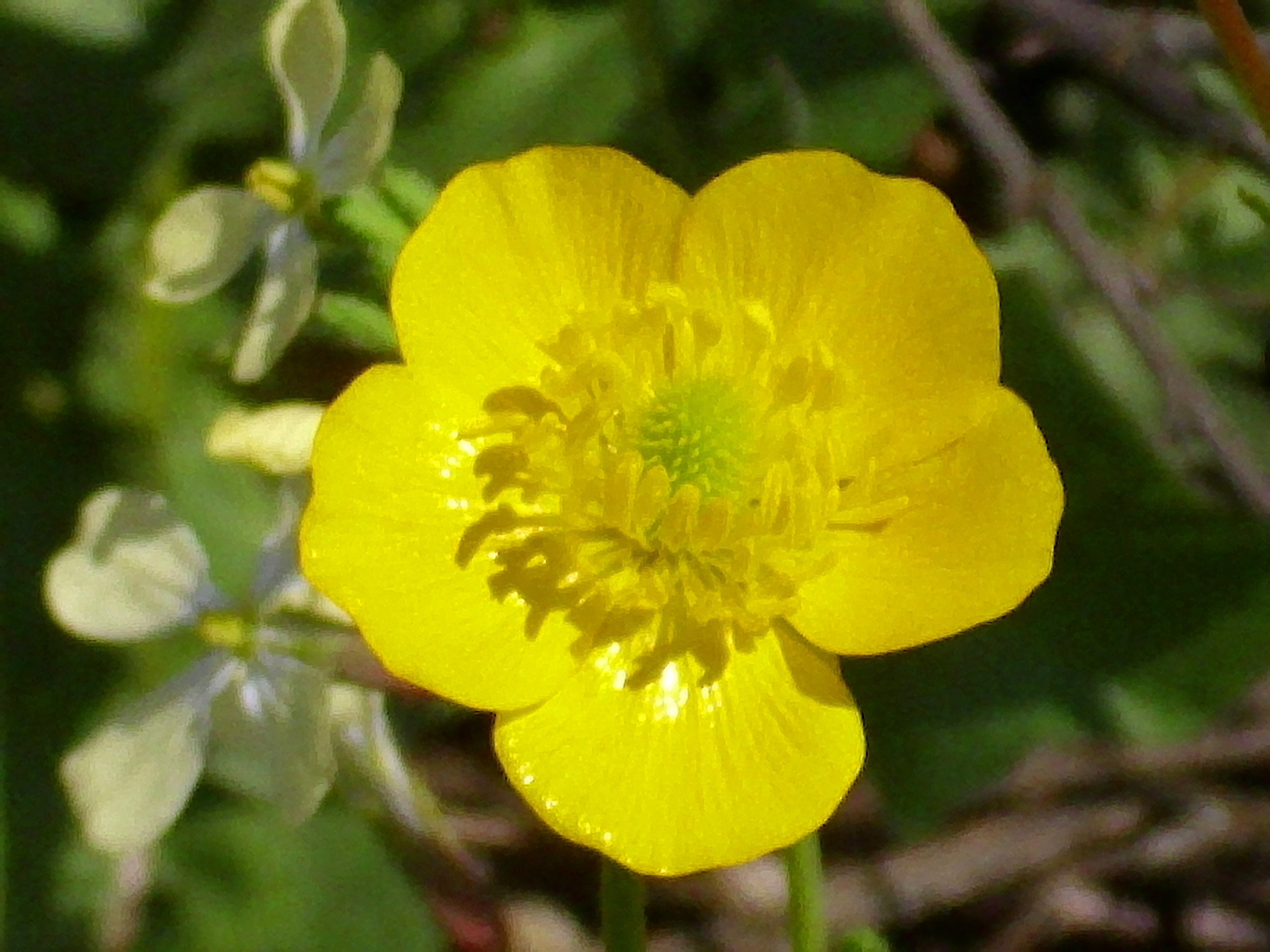
Kwiat

PokrójRoślina jednoroczna o nagich pędach. Dorasta do 10–60 cm wysokości. Korzenie są włókniste. Łodyga jest wyprostowana, pusta w środku.
LiścieSą nagie. Liście odziomkowe mają kształt od eliptycznego do owalnie deltoidalnego. Brzegi są całobrzegie lub ząbkowane. Ogonek liściowy jest nagi i ma 2–20 cm długości. Liście łodygowe mają lancetowaty kształt. Są siedzące. Przylistki są ustawione po odwrotnej stronie niż liście. Są lekko prążkowane.
KwiatySą zebrane we wierzchotki. Pojawiają się w kątach pędów. Mają jasnożółtą barwę. Dorastają do 5–9 mm średnicy. Mają 5 nagich i podłużnie owalnych działek kielicha, które dorastają do 2–3 mm długości. Mają 5 podłużnie owalnych płatków o długości 3–4 mm. Dno kwiatowe jest nagie. Osadzone są na długich szypułkach.
OwoceNagie niełupki o długości 1–2 mm. Tworzą owoc zbiorowy – wieloniełupkę o jajowatym lub kulistym kształcie.
Gatunki podobneRoślina jest podobna do gatunku jaskra płomiennika (R. flammula) – ma owalne liście i zajmuje podobne siedliska. Ponadto podobnymi gatunkami są R. fontanus oraz R. revelieri (ma jajowato zaokrąglone liście, bardziej owłosione działki kielicha, a płatki są krótsze niż działki.

## Biologia i ekologia
Rośnie w miejscach podmokłych, przy rowach i stawach. Występuje na terenach nizinnych na wysokości do około 600 m n.p.m. Kwitnie od maja do sierpnia. Preferuje stanowiska w pełnym nasłonecznieniu. Dobrze rośnie na glebach o lekko zasadowym odczynie. Często występuje na obszarach z niską roślinnością, gdzie jest mniejsza konkurencja ze strony innych gatunków. Świeże części rośliny są trujące – zawierają protoanemoninę.

## Ochrona
Gatunek znajduje się pod ochroną we Francji na poziomie krajowym.